# Raphael (Teenage Mutant Ninja Turtles)
Raphael (of Raph) is een personage uit de strips, films en televisieseries van de Teenage Mutant Ninja Turtles. Hij is te herkennen aan zijn rode bandana. Daarmee is hij de enige turtle die zijn oorspronkelijke kleur bandana heeft behouden (in de eerste strips hadden alle Turtles een rode bandana). Zijn wapens zijn twee sai. Hij wordt vaak neergezet als de agressiefste, stijfkoppige en rebelse van het team. Hij is vernoemd naar Rafaël Santi.
De oorsprong van Raphaels woede is nooit geheel onthuld, maar in sommige incarnaties wordt dit verweten aan zijn kennis dat ze de enige van hun soort zijn. Ook is hij het niet altijd eens met het feit dat Leonardo de groepsleider is. Hij is over het algemeen de Turtle die de meest extreme emoties ondervindt.

## Strips

### Mirage Comics
In de oudere zwart-wit strips van Mirage Comics was Raphael de meest gewelddadige van de Turtles. Hij had de neiging om bij een gevecht in een staat van blinde woede te raken. Buiten gevechten om was hij behoorlijk cynisch en had een sarcastisch gevoel voor humor.
Raphael werd wat milder tegen het einde van de serie. Een belangrijke ontwikkeling in zijn personage werd duidelijk toen hij toestond dat Leonardo alleen de The Shredder versloeg in deel 21 van Volume 1. Sindsdien heeft hij minder vaak Leonardo’s leiderschapskwaliteiten in twijfel getrokken.
Van zijn drie broers kan Raphael het best overweg met Michelangelo, en gaf dit zelfs doe in het vierde deel van de originele serie. Rond zijn jongste broer toont Raphael vaak een mildere kant van zichzelf, en verdedigt hem fel tegen gevaar in gevechten.
Raphael ontmoette in zijn kortlopende soloserie de menselijke vigilante Casey Jones, die zelfs nog gewelddadiger en onstabieler was dan hij. De twee werden ondanks hun gewelddadige kennismaking goede bondgenoten.
In de stripserie uit 2001 (Volume 4), is Raphael nog altijd de meest gewelddadige Turtle, maar wel socialer en minder verbitterd. Na te zijn gebeten door een vampierachtig wezen veranderde hij in een enorme dinosaurusachtige versie van zichzelf. Hij draaide eerst door, maar werd later gekalmeerd door meester Splinter. Deze verhaallijn is gelijk aan een ouder verhaal waarin een bloedzuigerachtig wezen het mutatiegen uit zijn lichaam zoog en hem weer veranderde in een normale schildpad. Raphael veranderde toen terug door het wezen te bijten en diens bloed te dringen.

### Image Comics
In de Image Comics stripserie werd Raphaels gezicht verminkt door een ontploffing recht in zijn gezicht. Hij droeg lange tijd een van Casey Jones’ hockeymaskers, en later een ooglapje. Ook droeg Raphael tijdelijk Shredders harnas in de hoop zo een paar New Yorkse criminelen die een bendeoorlog voerden met de Foot Clan te intimideren. Hij versloeg de criminelen en werd zelfs een tijdje leider van de Foot. De huidige Mirage Strips negeren deze gebeurtenissen echter.

### Archie Comics
De Archie comics serie getiteld “Teenage Mutant Ninja Turtles Adventures” begon als stripversie van de populaire animatieserie van eind jaren 80. In de strips ging Raphael een strak zwart pak dragen, en kreeg een vriendin in de vorm van een antropomorfe vos. Zijn persoonlijkheid werd aangepast aan zijn animatieversie. Gedurende de "Future Shark Trilogy" verhaallijn, kwam een toekomstige versie van Raphael naar het heden. Deze versie was meer cynisch, maar minder emotioneel. Bovendien miste hij een oog. Raphael was de enige Turtle in de strips die Archie Comics’ code brak door een wapen te gebruiken met de intentie iemand te doden.

## Eerste animatieserie
In de eerste animatieserie werd Raphaels stem gedaan door Rob Paulsen in alle seizoenen behalve het laatste. Daarin nam Michael Gough het over.
In tegenstelling tot zijn rebelse en stijfkoppige persoonlijkheid in de strips was de Raphael in deze animatieserie een sarcastisch en bijdehand individu. Samen met Michelangelo was hij de vrolijke noot van de serie. Vooral Michelangelo was vaak het slachtoffer van Raphaels opmerkingen. Raphael brak met zijn woordgrappen ook vaak de vierde wand.
Deze incarnatie van Raphael had veel minder confronterende realties met zijn vrienden en mede turtles. Vooral het feit dat hij geen rivaliteit had met Leonardo was opvallend.

## Tweede animatieserie
In de tweede animatieserie is Raphaels persoonlijkheid meer in overeenstemming met die van de Raphael uit de eerste film. Hij is bozer en meer sardonisch dan de andere turtles, maar niet zo gewelddadig als in de oudere Mirage strips waarin hij als hij kwaad werd bijna psychopathische neigingen ging vertonen. Hij praat met een Brooklyn accent, en heeft vaak argumenten met Leonardo en Michelangelo. Zijn ruwe houding is waarschijnlijk een dekmantel voor zijn echte gevoelens tegenover zijn broers. Hij is goede vrienden met Casey Jones. In alle incarnaties van de turtles, lijkt Raphael in Leonardo’s schaduw te leven en zijn broers status binnen de groep te haten. Dit werd in deze animatieserie bevestigd. Al toen ze nog kinderen waren vochten Raphael en Leonardo om het leiderschap.
Raphaels relatie met Michelangelo is uniek in deze serie. Michelangelo heeft de neiging om zijn broer eindeloos te irriteren met practical jokes en woordgrappen.
Raphaels stem werd gedaan door Frank Frankson, die sinds de aflevering “Touch and Go” van het derde seizoen wordt vermeld als John Campbell.

## Derde animatieserie
In deze serie is Raphaels persoonlijkheid net zoals in de eerste film en de tweede animatieserie. Hij is sarcastisch en vaak erg gemeen tegen zijn broers. Raph kan vaak niet goed opschieten met zijn oudere broer Leonardo, al denkt hij wel dat hij en Leonardo de ninjitsu-vaardigheden beter beoefenen dan andere broers Michelangelo en Donatello.

## Films
In de eerste film is Raphael de turtle wiens personage het meest wordt uitgewerkt. In deze film werd zijn typische Brooklyn accent geïntroduceerd. Hij heeft een kort lontje, is de eerste die de menselijke personages April O'Neil en Casey Jones ontmoet, en daagt Leonardo vaak verbaal uit. In het midden van de film werd hij in een hinderlaag gelokt door de Foot Clan en raakte zwaargewond. Hierna werd zijn rol wat minder.
In de tweede en derde films werd zijn personage niet verder uitgediept dan dat van de andere TMNT. Hij gaat nog wel geregeld alleen op pad in deze films.
In de film TMNT, raakte Raphael extreem gefrustreerd en werd uitermate gewelddadig. Hij werd een gemaskerde vigilante genaamd “The Nightwatcher”, die 's nachts rondzwierf om straatbendes en andere misdaad te bevechten. Zijn woedde tegenover Leonardo werd ook deels verklaard: Leonardo was blijkbaar Splinters favoriet.
In de prequel strips die werden gemaakt naar aanleiding van de vierde film bleek dat Raphael de Nightwatcher werd nadat hij er niet in slaagde een oude man te redden die ook ooit een misdaadbestrijder was. Zijn periode als de Nightwatcher was de enige keer dat Raphael een ander ninjawapen gebruikte: de manriki. Dit is in tegenstelling tot zijn sai geen dodelijk wapen.
In de eerste film werd Raphaels stem gedaan door Josh Pais. In de tweede film werd hij gespeeld door Kenn Troum en zijn stem gedaan door Laurie Faso. In de derde film werd hij gespeeld door Matt Hill en werd zijn stem gedaan door Tim Kelleher. In de 2007 TMNT werd zijn stem gedaan door Nolan North.
In de animatie Teenage Mutant Ninja Turtles: Mutant Mayhem uit 2023 wordt Raphael ingesproken door Brady Noon, en door Sil van der Zwan in de Nederlandse nasynchronisatie.

## Videospellen
In de eerste paar videospellen was Raphael niet echt een populair personage omdat zijn wapens maar een zeer kort bereik hadden. In latere spellen werd hij ontworpen om de snelste Turtle te zijn. In de spellen gebaseerd op de tweede animatieserie is hij de sterkste en hardste Turtle, als referentie naar zijn ruwe persoonlijkheid.